# 도미니크 매켈리것
도미니크 매켈리것(Dominique McElligott, 1986년 3월 5일~ )는 아일랜드의 배우이다.

## 출연 작품

### 영화
- 프로포즈 데이 - 신부 역

### 드라마
- 하우스 오브 카드 시즌 5